# Bernd Niesecke
Bernd Niesecke (født 30. oktober 1958 i Brandenburg an der Havel) er en tysk tidligere roer, olympisk guldvinder og tredobbelt verdensmester.

## Karriere

### Roning
Niesecke var med i den østtyske firer med styrmand, der i 1981 blev verdensmester. Året efter var han med i otteren, der vandt VM-sølv, og i 1983 var han tilbage i toeren med styrmand, der dette år vandt VM-sølv. I lighed med de øvrige østtyske sportsfolk kunne han ikke deltage i OL 1984 i Los Angeles, da DDR sammen med flere andre østeuropæiske nationer boykottede disse lege.
I 1985 var han igen med i den østtyske firer med styrmand, der dette år vandt VM-bronze, inden han var med til at blive verdensmester i samme båd de to følgende år.
I 1988 var han fortsat med i fireren med styrmand ved OL i Seoul, hvor Frank Klawonn, Karsten Schmeling, Bernd Eichwurzel og styrmand Hendrik Reiher udgjorde bådens øvrige besætning. Østtyskerne vandt først deres indledende heat i ny olympisk rekordtid, og derpå vandt de deres semifinale. I finalen var de atter overlegne og vandt med næsten tre sekunder ned til Rumænien på andenpladsen, mens New Zealand fik bronze.
Ud over de internationale resultater opnåede han at blive østtysk mester i firer med styrmand i 1986 og 1988.

### Videre karriere
Niesecke var politimand af profession, og efter den tyske genforening blev han en del af SSpezialeinsatzkommando (Specialindsatskommandoen) i Berlin.

## OL-medaljer
- 1988:  Guld i firer med styrmand